# Baal (téléfilm)
Pour les articles homonymes, voir Baal (homonymie).
Pour plus de détails, voir Fiche technique et Distribution.
Baal est un téléfilm allemand réalisé en 1969 par Volker Schlöndorff, diffusé en 1970.
C'est l'adaptation de la pièce de théâtre du même nom écrite par Bertolt Brecht en 1918-1919.

## Synopsis
C'est la vie dénuée de sens d'un jeune poète maudit, Baal, brûlant la vie par tous les bouts et la noyant dans le schnaps, cherchant à combler un vide existentiel, il se nourrit de sexe et de poésie.

## Fiche technique
- Titre français : Baal
- Réalisation : Volker Schlöndorff
- Scénario : Volker Schlöndorff d'après Bertolt Brecht
- Pays d'origine : Allemagne
- Format : Couleurs - 35 mm - 1,33:1 - Mono
- Genre :
- Durée : 87 minutes
- Date de diffusion : 7 janvier 1970

## Distribution
- Rainer Werner Fassbinder : Baal
- Sigi Graue : Ekart
- Margarethe von Trotta : Sophie
- Günther Neutze : Mech
- Miriam Spoerri : Émilie
- Marian Seidowsky : Johannes
- Irmgard Paulis : Johanna
- Hanna Schygulla : Luise